# Aptesis pectoralis
Aptesis pectoralis är en stekelart som först beskrevs av Thomson 1888.  Aptesis pectoralis ingår i släktet Aptesis och familjen brokparasitsteklar. Arten är reproducerande i Sverige. Inga underarter finns listade.